# 地面迫近警告系統
地面迫近警告系統（英語：Ground Proximity Warning System，縮寫:GPWS）又稱近地警告系統，是防止飛機因為離地過近而發生事故的系統，它與空中防撞系統是保護飛行安全的兩大防線。該系統由加拿大電機工程師唐納德·貝特曼發明。

## 運作原理
地面迫近警告系統自起飛開始到降落地面為止，将持續監視飛機的離地高度，它利用無線電高度表獲得離地高度，並以電腦計算出飛機的飛行趨勢，当发现存在危險時将以視覺與語音警告飞行员採取避險措施。

## 警告
- 地面迫近警告系統有以下幾種警告（不同機種的GPWS存在一些差异，但這些模式基本共通。引号內的大寫英文為語音警告内容）:
- 過度下降速率:"SINK RATE"
- 拉起（通常在飛機處於極度危險狀態時觸發）: "PULL UP"
- 前方地障: "TERRAIN, TERRAIN PULL UP"
- 前方地形/注意地形:"TERRAIN AHEAD"、"CAUTION - TERRAIN"、"TOO LOW - TERRAIN"
- 起飛或復飛爬升時高度過度下降: "DON'T SINK"
- 高度過低且未放下起落架或襟翼小於30度: "TOO LOW - GEAR"、"TOO LOW - FLAPS"
- 儀器降落時與下滑道偏差過大: "GLIDE SLOPE"
- 遭遇風切警報: "GO AROUND, WINDSHEAR AHEAD"、"WINDSHEAR AHEAD"、"WINDSHEAR, WINDSHEAR, WINDSHEAR"
- 側傾角過大（通常為35度或以上）:"BANK ANGLE"
- 決斷高度提示:"MINIMUMS"
- 距離跑道地面20英尺但引擎未處於空轉狀態（僅限空客機型）: "RETARD, RETARD"
- 高度報告:"2500FT"、"1000FT"、"500FT"、"400FT"、"300FT"、"200FT"、"100FT"、"50FT"、"40FT"、"30FT"、"20FT"、"10FT"、"5FT"

## 效果
自1972年起，美國聯邦航空總署規定大型飛機都須安裝使用此系統。此後可控飛行撞地事故大幅減少。因此從2000年起進一步規定，小型商用飛機也需要採用此系統。

## 缺陷與改良
傳統的地面迫近警告系統存在盲點，它只能取得飛機下方的離地高度資料，因此在地形劇烈變化（例如陡坡及懸崖）的情况下，GPWS無法及時察覺来警告駕駛員，並因此導致例如2010年波兰空军图-154坠机事件，以及嘉魯達印尼航空152號班機空難之類的航空事故。
在此之后，改良版的地面迫近警告系統——EGPWS（Enhanced GPWS，增强型GPWS）針對此盲點作出了改良。EGPWS內建了全球的數位地形資料庫，且搭配了長距離導航系統（例如全球定位系統）、慣性導航系統和無線電助航系統。EGPWS藉由比對內建的數位地形資料庫，可更早警告駕駛員，使其有充足的時間作出反應。

## 參照
- 空中防撞系統
- 儀錶着陸系統
- CFIT